# Amerikaans voetbalkampioenschap 1977
In 1977 werd het tiende seizoen van de North American Soccer League gespeeld. Cosmos werd voor de tweede maal kampioen.

## North American Soccer League

### Wijzigingen
Opgeheven teams
- Boston Minutemen
- Philadelphia Atoms

Verhuisde teams
- Miami Toros is verhuisd naar Fort Lauderdale, Florida en nam de naam Fort Lauderdale Strikers aan.
- San Antonio Thunder is verhuisd naar Honolulu, Hawaï en nam de naam Team Hawaii aan.
- San Diego Jaws is verhuisd naar Las Vegas, Nevada en nam de naam Las Vegas Quicksilvers aan.

Naamsveranderingen
- Hartford Bicentennials veranderde de naam in Connecticut Bicentennials.
- New York Cosmos veranderde de naam in Cosmos.

### Eindstand
| Plaats | Northern Division         | Wed. | W  | V  | DV | DT | Ptn |
| ------ | ------------------------- | ---- | -- | -- | -- | -- | --- |
| 1.     | Toronto Metros-Croatia    | 26   | 13 | 13 | 42 | 38 | 115 |
| 2.     | St. Louis Stars           | 26   | 12 | 14 | 33 | 35 | 104 |
| 3.     | Rochester Lancers         | 26   | 11 | 15 | 34 | 41 | 99  |
| 4.     | Chicago Sting             | 26   | 10 | 16 | 31 | 43 | 88  |
| 5.     | Connecticut Bicentennials | 26   | 7  | 19 | 34 | 65 | 72  |
| Plaats | Eastern Division          | Wed. | W  | V  | DV | DT | Ptn |
| 1.     | Fort Lauderdale Strikers  | 26   | 19 | 7  | 49 | 29 | 161 |
| 2.     | Cosmos                    | 26   | 15 | 11 | 60 | 39 | 140 |
| 3.     | Tampa Bay Rowdies         | 26   | 14 | 12 | 55 | 45 | 131 |
| 4.     | Washington Diplomats      | 26   | 10 | 16 | 32 | 49 | 92  |
| Plaats | Central Division          | Wed. | W  | V  | DV | DT | Ptn |
| 1.     | Minnesota Kicks           | 26   | 16 | 10 | 44 | 36 | 137 |
| 2.     | Vancouver Whitecaps       | 26   | 14 | 12 | 43 | 36 | 124 |
| 3.     | Seattle Sounders          | 26   | 14 | 12 | 43 | 34 | 123 |
| 4.     | Portland Timbers          | 26   | 10 | 16 | 39 | 42 | 98  |
| Plaats | Pacific Division          | Wed. | W  | V  | DV | DT | Ptn |
| 1.     | Dallas Tornado            | 26   | 18 | 8  | 56 | 37 | 161 |
| 2.     | San Jose Earthquakes      | 26   | 14 | 12 | 37 | 44 | 119 |
| 3.     | Los Angeles Aztecs        | 26   | 14 | 12 | 37 | 44 | 119 |
| 4.     | Team Hawaii               | 26   | 11 | 15 | 45 | 59 | 106 |
| 5.     | Las Vegas Quicksilvers    | 26   | 11 | 15 | 38 | 44 | 103 |

Notities
- De punten telling:
  - Overwinning: 6 punten
  - Verlies: 0 punten
  - Doelpunten voor (maximaal 3 ptn per wedstrijd): 1 punt

### Playoffs
De drie beste teams van alle vier de divisies spelen tegen elkaar in de playoffs.
| Eerste Ronde       | Eerste Ronde             | Eerste Ronde |
| Team 1             | Team 2                   | Uitslag      |
| ------------------ | ------------------------ | ------------ |
| Los Angeles Aztecs | San Jose Earthquakes     | 2-1          |
| Cosmos             | Tampa Bay Rowdies        | 3-0          |
| St. Louis Stars    | St. Louis Stars          | 1-0          |
| Seattle Sounders   | Vancouver Whitecaps      | 2-0          |
| Kwartfinale        |                          |              |
| Team 1             | Team 2                   | Uitslag      |
| Cosmos             | Fort Lauderdale Strikers | 8-3, 3-2     |
| Los Angeles Aztecs | Dallas Tornado           | 3-1, 5-1     |
| Seattle Sounders   | Minnesota Kicks          | 2-1, 1-0     |
| Rochester Lancers  | Toronto Metros-Croatia   | 1-0, 1-0     |
| Halve Finale       |                          |              |
| Team 1             | Team 2                   | Uitslag      |
| Seattle Sounders   | Los Angeles Aztecs       | 3-1, 1-0     |
| Cosmos             | Rochester Lancers        | 2-1, 4-1     |
| Finale             |                          |              |
| Team 1             | Team 2                   | Uitslag      |
| Cosmos             | Seattle Sounders         | 2-1          |

## Individuele prijzen
| Prijs                | Naam              | Team               |
| -------------------- | ----------------- | ------------------ |
| Most Valuable Player | Franz Beckenbauer | Cosmos             |
| Topscorer            | Steve David (26)  | Los Angeles Aztecs |
| Beste nieuwkomer     | Jim McAlister     | Seattle Sounders   |